# James Roberts
James Roberts (Tweed Heads, 11 aprile 1991) è un ex nuotatore australiano.

## Carriera
Ha fatto parte della squadra australiana che ha vinto la medaglia di bronzo nella 4x100m stile libero ai Giochi Olimpici di Rio de Janeiro 2016.

## Palmarès
- Giochi Olimpici

Rio de Janeiro 2016: bronzo nella 4x100m sl.
- Mondiali

Shanghai 2011: oro nella 4x100m sl e argento nella 4x100m misti.
- Campionati panpacifici

Tokyo 2018: argento nella 4x100m sl.
- Giochi del Commonwealth

Gold Coast 2018: oro nella 4x100m sl.